# 萊妮·羅布雷多
萊妮·羅布雷多（Leni Robredo，1964年4月23日—），菲律賓華文報刊又譯為禮妮·羅貝禮道，漢名林麗妮，原名瑪麗亞·利昂諾爾·聖托馬斯·赫羅納（María Leonor Santo Tomás Gerona），是菲律賓律師、社會活動家、政治家，前任副總統，是菲律賓史上第二位女副總統。
她原是菲律賓前內政部長傑西·羅布雷多（林炳智）的遺孀，丈夫空難去世後進入政壇，2013年當選眾議員，後又在2016年菲律賓總統選舉中代表自由黨競選副總統。2016年5月27日的官方計票結果確定羅布雷多當選菲律賓副總統，得票數為14,418,817票，險勝小费迪南德·马科斯的14,155,344票。
羅布雷多上任副總統後，與總統杜特地在多個議題上意見分歧。2016年12月4日，羅布雷多宣佈辭任內閣職位「住房與城市發展協調委員會主席」。
2021年10月7日，罗布雷多宣布将参加2022年菲律宾总统选举，但最终罗布雷多败给了主要竞争对手、前总统费迪南德·马科斯的儿子小费迪南德·马科斯。2022年5月10日，罗布雷多承认败选并呼吁其支持者接受选举结果。

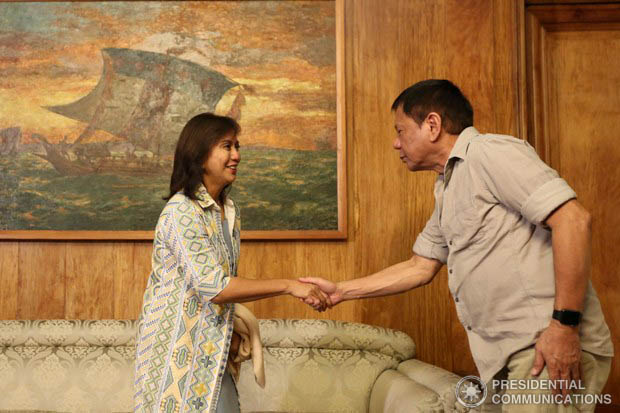
羅布雷多和总统罗德里戈·杜特尔特（2016年7月4日）